# Canon de 164 mm modèle 1893-96
Ne doit pas être confondu avec Canon de 164 mm modèle 1893.
Le canon de 164 mm modèle 1893-96 est un canon naval français construit à la fin du XIXe siècle. Artillerie secondaire des cuirassés Iéna et Suffren, il équipe aussi des croiseurs cuirassés tels ceux de la classe Gueydon. Une version « M » légèrement modifiée équipe quant à elle les cuirassés de la classe République ainsi que d'autres croiseurs cuirassés. Cette dernière version verra aussi le champ de bataille, huit pièces rejoignant l'artillerie lourde sur voie ferrée pendant la Première Guerre mondiale.

## Conception

### Modèle 1893-96
Le canon de 164 mm modèle 1893-96 pèse 8,190 tonnes avec le mécanisme, et mesure 7,742 mètres de long. D'un diamètre intérieur (ou calibre) de 164 mm, son diamètre extérieur n'excède pas les 562 mm. La vitesse à la bouche est de 865 à 900 mètres par seconde, le projectile gardant une vitesse de 655 à 691 mètres par seconde après avoir parcouru 2 000 mètres.

### Modèle 1893-96M
Le modèle 1893-96M possède les mêmes caractéristiques principales (poids, longueur, calibre) que le 1983-96. La principale modification est celle de la chambre : d'une longueur de 1 210,6 mm (au lieu de 1 294,9 mm) et d'un volume de 36,735 dm2 (au lieu de 36,722 dm2), elle améliore sensiblement la vitesse à la bouche du canon, portant celle-ci à 935 mètres par seconde.

## Utilisation
Le canon de 164 mm modèle 1893-96 constitue l'armement secondaire des cuirassés Iéna et Suffren et des croiseurs cuirassés des classes Gueydon et Gloire, sur lesquels il est monté en casemates le long de la coque. Il constitue l'armement principal des croiseurs cuirassés de la classe Dupleix : ce sont quatre tourelles doubles qui sont montées en losange sur le navire : une sur chaque flanc, une à l'avant et la dernière à l'arrière du navire.
Le canon de 164 mm modèle 1893-96M constitue quant à lui l'armement secondaire des cuirassés de la classe République, six tourelles doubles équipant les navires : deux vers l'avant, deux vers l'arrière et une sur chaque flanc.
est utilisé sur les croiseurs cuirassés de la classe Léon Gambetta et les cuirassés de la classe République. La même disposition est prise sur les croiseurs cuirassés de la classe Léon Gambetta. Enfin, les croiseurs cuirassés Ernest Renan et Jules Michelet possèdent plusieurs canons de 164 mm, disposés dans des casemates le long de la coque.
Pendant la Première Guerre mondiale, huit canons de 164 mm modèle 1893-96M sont montés sur affûts-truck ferroviaires de 1916 à 1919, d'autres sont utilisés sur le front en positions fixes sur des socles.